# Карло Черезолі
Карло Черезолі (італ. Carlo Ceresoli, * 14 червня 1910, Бергамо — † 22 квітня 1995) — колишній італійський футболіст, воротар. По завершенні ігрової кар'єри — футбольний тренер.
Як гравець насамперед відомий виступами за клуби «Інтернаціонале» та «Болонья», а також національну збірну Італії.
Дворазовий чемпіон Італії. Володар Кубка Італії. У складі збірної — чемпіон світу. 

## Клубна кар'єра
Вихованець футбольної школи клубу «Арденс».
У дорослому футболі дебютував 1927 року виступами за команду клубу «Альцано», в якій провів один сезон. 
Протягом 1928—1932 років захищав кольори клубу «Аталанта».
Своєю грою за останню команду привернув увагу представників тренерського штабу клубу «Інтернаціонале», до складу якого приєднався 1932 року. Відіграв за «нерадзуррі» наступні чотири сезони своєї ігрової кар'єри. Більшість часу, проведеного у складі «Інтернаціонале», був основним голкіпером команди. 
Згодом з 1936 по 1941 рік грав у складі команд клубів «Болонья» та «Дженова 1893». Протягом виступів за «Болонью» двічі виборював титул чемпіона Італії.
Завершив професійну ігрову кар'єру у клубі «Ювентус», у команді якого був резервним голкіпером протягом 1941—1942 років. За цей час додав до переліку своїх трофеїв титул володаря Кубка Італії.

## Виступи за збірну
1934 року дебютував в офіційних матчах у складі національної збірної Італії. Протягом кар'єри у національній команді, яка тривала 5 років, провів у формі головної команди країни лише 8 матчів, пропустивши 10 голів. У складі збірної був учасником чемпіонату світу 1938 року у Франції, здобувши того року титул чемпіона світу.

## Кар'єра тренера
Розпочав тренерську кар'єру, повернувшись до футболу після невеликої перерви, 1950 року, очоливши тренерський штаб клубу «Марцолі».
Потім очолював «Салернітану» та, протягом декількох періодів, «Аталанту».

## Титули і досягнення
- Чемпіон Італії (2):

«Болонья»:  1936–37, 1938–39
- Володар Кубка Італії (1):

«Ювентус»:  1941–42
- Чемпіон світу (1):

1938